# 紀元前413年
紀元前413年（きげんぜん413ねん）は、ローマ暦の年である。
当時は、「コッススとメドゥリヌスが共和政ローマ執政官に就任した年」として知られていた（もしくは、それほど使われてはいないが、ローマ建国紀元341年）。紀年法として西暦（キリスト紀元）がヨーロッパで広く普及した中世時代初期以降、この年は紀元前413年と表記されるのが一般的となった。

## 他の紀年法
- 干支 : 戊辰
- 日本
  - 皇紀248年
  - 孝昭天皇63年
- 中国
  - 周 - 威烈王13年
  - 秦 - 簡公2年
  - 晋 - 烈公3年
  - 楚 - 簡王19年
  - 斉 - 宣公43年
  - 燕 - 簡公2年
  - 趙 - 献侯11年
  - 魏 - 文侯33年
  - 韓 - 武子12年
- 朝鮮
  - 檀紀1921年
- ベトナム :
- 仏滅紀元 : 132年
- ユダヤ暦 : 3348年 - 3349年

## できごと

### ギリシア
- 負け戦でアテナイ軍の司令官ラマコスが討ち死にした後、デモステネス (Demosthenes) は、シュラクサイ（シラクサ）の攻城戦を断念して、アテナイへ帰還し、アッティケーへ侵攻してきたスパルタ勢に対抗すべきだと提案した。ニキアス (Nicias) はこの提案を拒んだが、ヘルモクラテス率いるシュラクサイとスパルタの連合軍は、港にアテナイ勢を封じ入れ、シュラクサイの戦い (the Battle of Syracuse) でアテナイ軍に大打撃を与えた。デモステネスはシュラクサイ勢の待ち伏せに遭い、降伏を余儀なくされた。その後、ニキアスも捕らえられ、2人は処刑され、生き残ったアテナイの兵士たちの大部分は、シチリア島の石切り場に労働者として送られた。
- アケメネス朝ペルシア帝国のリュディアとカリアの太守ティッサフェルネスがスパルタと同盟を結んだ。アルキビアデスからの戦略的助言と、ペルシアの太守ファルナバゾスからの限定的な支援を受けたスパルタ勢は、アテナイの城門近くまで侵攻した。スパルタ王アギス2世は、スパルタ軍を率いてアッティケーのデケレイア (Decelea) を占領した。
- マケドニア王アルケラオス1世 (Archelaus I) が、父ペルディッカス2世の死後、後を継いで即位した。王座をつかむまでに、アルケラオスは、伯父、いとこ、正当な王位継承者であった幼い異母弟を殺害した。

### 演劇
- エウリピデスの悲劇『エレクトラ  (Electra)』が上演された。

## 死去
- デモステネス (Demosthenes) -アテナイの将軍
- ニキアス (Nicias) - アテナイの将軍、政治家（紀元前470年生）
- ペルディッカス2世 -  マケドニア王